# Amira-Meriem Hamadouche
Pour les articles homonymes, voir Hamadouche.
Amira-Meriem Hamadouche, née le 7 juillet 2004 à Bab El Oued, est une gymnaste rythmique algérienne.

## Carrière
Amira-Meriem Hamadouche remporte trois médailles de bronze aux championnats d'Afrique de gymnastique rythmique 2020 (en groupe au général, en groupe 5 ballons et en groupe 3 cerceaux + 2 massues).